# Discografia di Kelly Clarkson
Questa è la discografia della cantautrice pop/rock statunitense Kelly Clarkson. Comprende dieci album in studio, tre EP, una raccolta e trentasei singoli per la RCA Records, J Records e Atlantic Records. Dall'inizio della sua carriera, iniziata dalla vittoria della prima serie di American Idol, ha venduto oltre 25 milioni di album e 45 milioni di singoli in tutto il mondo, raggiungendo cento volte una prima posizione nelle classifiche statunitensi.

## Album

### Album in studio
| Anno                                                       | Album                                                                                                | Posizioni in classifica | Posizioni in classifica | Posizioni in classifica | Posizioni in classifica | Posizioni in classifica | Posizioni in classifica | Posizioni in classifica | Posizioni in classifica | Posizioni in classifica | Posizioni in classifica | Certificazioni                                                           | Vendite                           |
| Anno                                                       | Album                                                                                                | U.S.                    | CAN                     | UK                      | AUS                     | IRE                     | NZ                      | GER                     | SWI                     | ITA                     | NLD                     | Certificazioni                                                           | Vendite                           |
| ---------------------------------------------------------- | --- | ----------------------- | ----------------------- | ----------------------- | ----------------------- | ----------------------- | ----------------------- | ----------------------- | ----------------------- | ----------------------- | ----------------------- | ------------------------------------------------------------------------ | --------------------------------- |
| 2003                                                       | Thankful - Uscita: 15 aprile 2003 - Formati: CD, download digitale                                   | 1                       | 5                       | 41                      | 33                      | 46                      | —                       | —                       | —                       | —                       | 83                      | - RIAA: 2× Platino - BPI: Oro - ARIA: Oro - MC: Platino                  | - U.S.: 2 800 000 - UK: 100 000   |
| 2004                                                       | Breakaway - Uscita: 30 novembre 2004 - Formati: CD, download digitale                                | 3                       | 6                       | 3                       | 2                       | 1                       | 5                       | 4                       | 1                       | 63                      | 1                       | - RIAA: 6× Platino - BPI: 5x Platino - ARIA: 7x Platino - MC: 5x Platino | - U.S.: 6 355 000 - UK: 1 600 000 |
| 2007                                                       | My December - Uscita: 22 giugno 2007 - Formati: CD, download digitale                                | 2                       | 2                       | 2                       | 4                       | 2                       | 8                       | 5                       | 5                       | —                       | 7                       | - RIAA: Platino - BPI: Oro - ARIA: Oro - MC: Platino                     | - U.S.: 1 000 000 - UK: 156 000   |
| 2009                                                       | All I Ever Wanted - Uscita: 6 marzo 2009 - Formati: CD, music download                               | 1                       | 3                       | 2                       | 2                       | 4                       | 6                       | 4                       | 7                       | 48                      | 6                       | - BPI: Oro - ARIA: Platino - MC: Platino                                 | - U.S.: 1 000 000 - UK: 230 000   |
| 2011                                                       | Stronger - Uscita: 21 ottobre 2011 - Formati: CD, download digitale, streaming                       | 2                       | 3                       | 5                       | 3                       | 14                      | 6                       | 8                       | 12                      | 68                      | 16                      | - RIAA: Platino - BPI: Oro - ARIA: Platino - MC: Platino                 | - U.S.: 1 129 000 - UK: 275 000   |
| 2013                                                       | Wrapped in Red - Uscita: 25 ottobre 2013 - Formati: CD, download digitale, streaming                 | 3                       | 5                       | 65                      | 29                      | 64                      | —                       | —                       | 97                      | —                       | 71                      | - RIAA: 2×Platino - MC: Platino                                          | - U.S.: 1 000 000                 |
| 2015                                                       | Piece by Piece - Uscita: 27 febbraio 2015 - Formati: CD, download digitale, streaming                | 1                       | 4                       | 6                       | 5                       | 8                       | 12                      | 30                      | 29                      | —                       | 18                      | - RIAA: Oro - BPI: Argento                                               | - U.S.: 500 000                   |
| 2017                                                       | Meaning of Life - Uscita: 27 ottobre 2017 - Formati: CD, download digitale, streaming                | 2                       | 4                       | 11                      | 27                      | 18                      | 21                      | 32                      | 19                      | —                       | 35                      | - RIAA: Oro                                                              | - U.S.: 500 000                   |
| 2021                                                       | When Christmas Comes Around... - Uscita: 15 ottobre 2021 - Formati: CD, download digitale, streaming | 22                      | 31                      | —                       | —                       | —                       | —                       | —                       | —                       | —                       | —                       |                                                                          |                                   |
| 2023                                                       | Chemistry - Uscita: 23 giugno 2023 - Formati: CD, download digitale, streaming                       | —                       | —                       | —                       | —                       | —                       | —                       | —                       | —                       | —                       | —                       |                                                                          |                                   |
| Il simbolo "—" indica un mancato piazzamento in classifica | |                         |                         |                         |                         |                         |                         |                         |                         |                         |                         |                                                                          |                                   |

### Raccolte
| Anno | Raccolta                                                                               | Posizioni in classifica | Posizioni in classifica | Posizioni in classifica | Posizioni in classifica | Posizioni in classifica | Posizioni in classifica | Posizioni in classifica | Posizioni in classifica | Posizioni in classifica | Certificazioni                             | Vendite                       |
| Anno | Raccolta                                                                               | U.S.                    | CAN                     | UK                      | AUS                     | IRE                     | NZ                      | SWI                     | JPN                     | KR                      | Certificazioni                             | Vendite                       |
| ---- | -------------------------------------------------------------------------------------- | ----------------------- | ----------------------- | ----------------------- | ----------------------- | ----------------------- | ----------------------- | ----------------------- | ----------------------- | ----------------------- | ------------------------------------------ | ----------------------------- |
| 2012 | Greatest Hits: Chapter One - Uscita: 16 novembre 2012 - Formati: CD, download digitale | 11                      | 15                      | 18                      | 20                      | 21                      | 15                      | 92                      | 80                      | 6                       | - RIAA: Oro - BPI: Platino - ARIA: Platino | - U.S.: 720 000 - UK: 300 000 |

### Extended play
- 2011 – The Smoakstack Sessions (RCA, 19)
- 2011 – iTunes Session (RCA, 19)
- 2012 – The Smoakstack Sessions Vol. 2 (RCA, 19)

### Album di remix
- 2016 – Piece by Piece Remixed

## Singoli

### 2000-2010
| Anno                                         | Singolo                        | Posizione massima raggiunta | Posizione massima raggiunta | Posizione massima raggiunta | Posizione massima raggiunta | Posizione massima raggiunta | Posizione massima raggiunta | Posizione massima raggiunta | Posizione massima raggiunta | Posizione massima raggiunta | Posizione massima raggiunta | Certificazioni e vendite                                                          | Album             |
| Anno                                         | Singolo                        | U.S.                        | U.S. Adult Cont.            | UK                          | CAN                         | AUS                         | GER                         | ITA                         | SWI                         | IRE                         | NZ                          | Certificazioni e vendite                                                          | Album             |
| -------------------------------------------- | ------------------------------ | --------------------------- | --------------------------- | --------------------------- | --------------------------- | --------------------------- | --------------------------- | --------------------------- | --------------------------- | --------------------------- | --------------------------- | --------------------------------------------------------------------------------- | ----------------- |
| 2002                                         | Before Your Love               | —                           | —                           | —                           | —                           | —                           | —                           | —                           | —                           | —                           | —                           | - RIAA: Oro - MC: 2x Platino - Mondo: 540 000                                     | Singolo           |
| 2002                                         | A Moment like This             | 1                           | 4                           | —                           | 1                           | —                           | —                           | —                           | —                           | —                           | —                           | - RIAA: Oro - MC: 2x Platino - Mondo: 750 000                                     | Singolo           |
| 2003                                         | Miss Independent               | 9                           | 28                          | 6                           | —                           | 3                           | 52                          | —                           | 60                          | 11                          | —                           | - RIAA: Oro - ARIA: Oro - Mondo: 1 070 000                                        | Thankful          |
| 2003                                         | Low                            | 58                          | —                           | 35                          | 2                           | 11                          | —                           | —                           | —                           | —                           | —                           | - ARIA: Oro                                                                       | Thankful          |
| 2003                                         | The Trouble with Love Is       | —                           | 31                          | 35                          | 25                          | 11                          | 42                          | —                           | 62                          | —                           | —                           | - ARIA: Oro                                                                       | Thankful          |
| 2004                                         | Breakaway                      | 6                           | 1                           | 22                          | 12                          | 10                          | 13                          | 15                          | 14                          | 12                          | 12                          | - RIAA: Oro - BPI: Argento - ARIA: Oro - MC: Oro - Mondo: 2 390 000               | Breakaway         |
| 2004                                         | Since U Been Gone              | 2                           | 22                          | 5                           | 2                           | 3                           | 6                           | 35                          | 7                           | 4                           | 11                          | - RIAA: Platino - BPI: Platino - ARIA: Platino - MC: Platino - Mondo: 3 270 000   | Breakaway         |
| 2005                                         | Behind These Hazel Eyes        | 6                           | 13                          | 9                           | 4                           | 6                           | 16                          | —                           | 20                          | 4                           | 7                           | - RIAA: Platino - BPI: Argento - MC: Platino - Mondo: 1 660 000                   | Breakaway         |
| 2005                                         | Because of You                 | 7                           | 3                           | 7                           | 2                           | 4                           | 4                           | 31                          | 1                           | 5                           | 7                           | - RIAA: Platino - BPI: Platino - ARIA: Oro - MC: Oro - Mondo: 3 100 000           | Breakaway         |
| 2006                                         | Walk Away                      | 12                          | 19                          | 21                          | 7                           | 27                          | 30                          | —                           | 58                          | 10                          | 19                          | - RIAA: Oro - MC: Oro - Mondo: 1 320 000                                          | Breakaway         |
| 2007                                         | Never Again                    | 8                           | —                           | 9                           | 8                           | 5                           | 19                          | —                           | 27                          | —                           | 20                          | - RIAA: Oro - ARIA: Oro - MC: Oro - Mondo: 1 300 000                              | My December       |
| 2007                                         | Sober                          | —                           | —                           | —                           | —                           | —                           | —                           | —                           | —                           | —                           | —                           |                                                                                   | My December       |
| 2007                                         | One Minute                     | —                           | —                           | —                           | —                           | 36                          | —                           | —                           | —                           | —                           | —                           |                                                                                   | My December       |
| 2007                                         | Don't Waste Your Time          | —                           | —                           | —                           | —                           | —                           | 93                          | —                           | —                           | —                           | —                           |                                                                                   | My December       |
| 2009                                         | My Life Would Suck Without You | 1                           | 16                          | 1                           | 8                           | 5                           | 6                           | 47                          | 5                           | 4                           | 11                          | - RIAA: 3x Platino - BPI: Oro - ARIA: Platino - MC: 2x Platino - Mondo: 3 510 000 | All I Ever Wanted |
| 2009                                         | I Do Not Hook Up               | 20                          | 12                          | 36                          | 13                          | 55                          | 13                          | 47                          | 14                          | 30                          | 31                          | - ARIA: Oro - MC: Oro                                                             | All I Ever Wanted |
| 2009                                         | Already Gone                   | 13                          | 3                           | 66                          | 15                          | 12                          | 23                          | —                           | 15                          | —                           | 23                          | - ARIA: Oro - MC: Oro                                                             | All I Ever Wanted |
| 2010                                         | All I Ever Wanted              | 96                          | —                           | —                           | —                           | —                           | —                           | —                           | —                           | —                           | —                           |                                                                                   | All I Ever Wanted |
| 2010                                         | Cry                            | —                           | —                           | —                           | —                           | —                           | —                           | —                           | —                           | —                           | —                           |                                                                                   | All I Ever Wanted |
| 2010                                         | Cry                            | —                           | —                           | —                           | —                           | —                           | —                           | —                           | —                           | —                           | —                           |                                                                                   | All I Ever Wanted |
| "—" indica singoli non entrati in classifica |                                |                             |                             |                             |                             |                             |                             |                             |                             |                             |                             |                                                                                   |                   |

### 2011-2020
| Anno                                         | Singolo                                        | Posizione massima raggiunta | Posizione massima raggiunta | Posizione massima raggiunta | Posizione massima raggiunta | Posizione massima raggiunta | Posizione massima raggiunta | Posizione massima raggiunta | Posizione massima raggiunta | Posizione massima raggiunta | Posizione massima raggiunta | Certificazioni e vendite                                                              | Album                          |
| Anno                                         | Singolo                                        | U.S.                        | U.S. Adult Cont.            | UK                          | CAN                         | AUS                         | GER                         | ITA                         | SWI                         | IRE                         | NZ                          | Certificazioni e vendite                                                              | Album                          |
| -------------------------------------------- | ---------------------------------------------- | --------------------------- | --------------------------- | --------------------------- | --------------------------- | --------------------------- | --------------------------- | --------------------------- | --------------------------- | --------------------------- | --------------------------- | ------------------------------------------------------------------------------------- | ------------------------------ |
| 2011                                         | Mr. Know It All                                | 10                          | 4                           | 4                           | 11                          | 1                           | 18                          | —                           | 22                          | 14                          | 8                           | - BPI: Argento - ARIA: 3x Platino - MC: Platino - Mondo: 500 000                      | Stronger                       |
| 2012                                         | What Doesn't Kill You (Stronger)               | 1                           | 1                           | 8                           | 3                           | 18                          | 27                          | —                           | 18                          | 4                           | 4                           | - RIAA: 4x Platino - BPI: Platino - Aria: 3x Platino - MC: Platino - Mondo: 6 000 000 | Stronger                       |
| 2012                                         | Dark Side                                      | 42                          | 19                          | 40                          | 26                          | 56                          | 82                          | —                           | —                           | 42                          | —                           |                                                                                       | Stronger                       |
| 2012                                         | Catch My Breath                                | 19                          | 2                           | 51                          | 22                          | 40                          | 89                          | —                           | —                           | 88                          | —                           |                                                                                       | Greatest Hits – Chapter One    |
| 2012                                         | Don't Rush (feat. Vince Gill)                  | 53                          | —                           | —                           | 85                          | —                           | —                           | —                           | —                           | —                           | —                           |                                                                                       | Greatest Hits – Chapter One    |
| 2013                                         | People like Us                                 | 65                          | 17                          | 188                         | 28                          | 46                          | —                           | —                           | —                           | —                           | 25                          |                                                                                       | Greatest Hits – Chapter One    |
| 2013                                         | Tie It Up                                      | —                           | —                           | —                           | 79                          | —                           | —                           | —                           | —                           | —                           | —                           |                                                                                       | Singolo                        |
| 2013                                         | Underneath the Tree                            | 12                          | 1                           | 15                          | 9                           | 34                          | 14                          | 56                          | 11                          | 15                          | —                           | - ARIA: Oro - BPI: Platino - Mondo: 700 000                                           | Wrapped in Red                 |
| 2014                                         | Wrapped in Red                                 | —                           | 2                           | —                           | —                           | —                           | —                           | —                           | —                           | —                           | —                           |                                                                                       | Wrapped in Red                 |
| 2015                                         | Heartbeat Song                                 | 21                          | 2                           | 7                           | 23                          | 29                          | 16                          | 89                          | 24                          | 23                          | 21                          | - RIAA: Platino - BPI: Oro - Aria: Oro - Mondo: 1 500 000                             | Piece by Piece                 |
| 2015                                         | Invincible                                     | —                           | 19                          | 141                         | —                           | —                           | —                           | —                           | —                           | —                           | —                           |                                                                                       | Piece by Piece                 |
| 2015                                         | Piece by Piece                                 | 8                           | 11                          | 27                          | 17                          | 24                          | —                           | —                           | —                           | —                           | —                           | - BPI: Argento - Mondo: 1 000 000                                                     | Piece by Piece                 |
| 2017                                         | Love So Soft                                   | 47                          | 15                          | 81                          | 73                          | 88                          | —                           | —                           | —                           | —                           | —                           | - RIAA: Platino - MC: Oro - Mondo: 1 040 000                                          | Meaning of Life                |
| 2017                                         | Christmas Eve                                  | —                           | 2                           | —                           | —                           | —                           | 64                          | —                           | —                           | —                           | —                           |                                                                                       | Singolo                        |
| 2018                                         | I Don't Think About You                        | —                           | 28                          | —                           | —                           | —                           | —                           | —                           | —                           | —                           | —                           |                                                                                       | Meaning of Life                |
| 2018                                         | Heat                                           | —                           | 28                          | —                           | —                           | —                           | —                           | —                           | —                           | —                           | —                           |                                                                                       | Meaning of Life                |
| 2019                                         | Broken & Beautiful                             | —                           | 20                          | —                           | —                           | 48                          | —                           | —                           | —                           | —                           | 32                          | - RIAA: Oro                                                                           | Ugly Dolls Soundtrack          |
| 2020                                         | I Dare You                                     | 86                          | 15                          | —                           | 89                          | —                           | 56                          | —                           | —                           | —                           | 38                          |                                                                                       | Singolo                        |
| 2022                                         | Santa, Can't You Hear Me (feat. Ariana Grande) | 76                          | 12                          | 34                          | 71                          | 66                          | 48                          | —                           | 35                          | 26                          | —                           |                                                                                       | When Christmas Comes Around... |
| "—" indica singoli non entrati in classifica |                                                |                             |                             |                             |                             |                             |                             |                             |                             |                             |                             |                                                                                       |                                |

### Collaborazioni
| Anno                                         | Singolo                                                          | Posizione raggiunta | Posizione raggiunta | Posizione raggiunta | Posizione raggiunta | Certificazioni e vendite  | Album                              |
| Anno                                         | Singolo                                                          | U.S.                | CAN                 | UK                  | IRE                 | Certificazioni e vendite  | Album                              |
| -------------------------------------------- | ---------------------------------------------------------------- | ------------------- | ------------------- | ------------------- | ------------------- | ------------------------- | ---------------------------------- |
| 2010                                         | Don't You Wanna Stay (Jason Aldean con Kelly Clarkson)           | 31                  | 35                  | —                   | —                   | - RIAA: 3x Platino        | My Kinda Party                     |
| 2012                                         | PrizeFighter (Trisha Yearwood con Kelly Clarkson)                | —                   | —                   | 21                  | 56                  | - BPI: Argento            | PrizeFighter: Hit After Hit        |
| 2012                                         | Don't Rush (Vince Gill con Kelly Clarkson)                       | 87                  | 53                  | —                   | —                   |                           | Greatest Hits – Chapter One        |
| 2015                                         | Second Hand Heart (Ben Haenow con Kelly Clarkson)                | —                   | —                   | 53                  | 85                  |                           | Ben Haenow                         |
| 2016                                         | Softly and Tenderly (Reba McEntire con Kelly Clarkson)           | —                   | —                   | —                   | —                   |                           | Sing It Now: Songs of Faith & Hope |
| 2016                                         | This Is for My Girls (come parte di Artists for Let Girls Learn) | —                   | —                   | —                   | —                   |                           | Singolo di beneficenza             |
| 2018                                         | Keeping Score (Dan + Shay con Kelly Clarkson)                    | —                   | —                   | —                   | —                   | - RIAA: Platino - MC: Oro | Dan + Shay                         |
| 2019                                         | Baby, It's Cold Outside (John Legend con Kelly Clarkson)         | —                   | —                   | —                   | —                   |                           | A Legendary Christmas              |
| 2019                                         | I Dream in Southern (Kaleb Lee con Kelly Clarkson)               | —                   | —                   | —                   | —                   |                           | Singolo                            |
| "—" indica singoli non entrati in classifica |                                                                  |                     |                     |                     |                     |                           |                                    |

## Video
- 2003 – Miss Independent (RCA, 19)
- 2005 – Behind Hazel Eyes (19)